# 宜蘭縣自行車道
宜蘭縣政府為配合體委會所推動之環島自行車道路網計畫，於民國88年起開始興建宜蘭縣自行車道路網，利用各大河川、排水系統、沿海堤岸空間，初步規劃出宜蘭河、蘭陽溪、冬山河、五結排水道、得子口溪、濱海堤防、安農溪及雙園等八條路線。

## 概述
目前宜蘭縣已完成自行車道總長約81.7公里，包括
- 三星鄉 - 安農溪自行車道
- 蘇澳鎮 - 新馬自行車道
- 南澳鄉 - 南澳自行車道
- 五結鄉 - 蘭陽溪季水自行車道：橫跨大二結地區，並沿五結防潮堤岸而行，自二結王宮廟至養鴨中心
- 羅東鎮 - 雙園自行車道
- 冬山鄉 - 冬山河自行車道：沿著冬山河兩畔的車道，路段從仁山苗圃至親水公園附近五結大閘門。
- 壯圍鄉 - 北濱自行車專用道：屬海岸線自行車道系統，自東港榕樹公園至永安海口。
- 頭城鎮 - 侯硐溪自行車道
- 礁溪鄉 - 得子溪自行車道
- 宜蘭市 - 宜蘭河自行車道
- 員山鄉 - 內員山自行車道
- 大同鄉 - 牛鬥自行車道

| 自行車道名稱     | 路線配置 | 長度(公尺) | 起點             | 終點         |
| ---------------- | -------- | ---------- | ---------------- | ------------ |
| 宜蘭河自行車道   | 宜蘭河   | 5,500      | 員山公園         | 宜蘭河濱公園 |
| 雙園自行車道     | 蘭陽溪   | 9,600      | 宜蘭運動公園     | 羅東運動公園 |
| 安農溪自行車道   | 安農溪   | 10,500     | 雙賢二號橋       | 大洲橋       |
| 北成自行車道     | 羅東溪   | 6,000      | 北成社區活動中心 | 羅東運動公園 |
| 壯圍濱海自行車道 | 海岸     | 14,000     | 宜蘭河口         | 竹安河口     |
| 新水濱海自行車道 | 海岸     | 3,100      | 利澤工業區北側   | 五結防潮閘   |
| 冬山河自行車道   | 冬山河   | 23,500     | 仁山苗圃         | 五結防潮閘   |
| 十六份圳自行車道 | 冬山河   | 5,000      | 東安社區活動中心 | 冬山河左岸   |
| 深洲大道自行車道 | 蘭陽溪   | 4,500      | 台七線員山尚德村 | 三星鄉大洲村 |

## 各條路線

### 北濱自行車專用道
屬海岸線自行車道系統，沿線海岸的天然植物有林投、木麻黃、海檬果、苦棟等喬、灌木。車道面臨太平洋，可遠眺龜山島。經過嶺進入著名的水產養殖村落。而且此路段寺廟眾多，可以說是宜蘭寺廟最密集的地區。
- 起訖點：東港榕樹公園→永安海口
- 總長：23.5公里
- 打氣站：大福派出所
- 租車點：濱海公園

## 外部連結
- 蘭陽資訊網* （页面存档备份，存于）
- 宜蘭縣政府風景區 自行車道介紹
- 台灣騎跡-交通部東部自行車入口網（页面存档备份，存于）